# Philipp Käslin
Philipp Käslin (1981) è un ex sciatore alpino svizzero.

## Biografia
Originario di Pontresina e attivo in gare FIS dal dicembre del 1996, in Coppa Europa Käslin esordì il 18 gennaio 2002 a Saas-Fee in slalom gigante (39º), ottenne i migliori piazzamenti il 22 gennaio 2004 ad Altenmarkt-Zauchensee in discesa libera e il 1º dicembre dello stesso anno a Levi in slalom gigante (12º) e prese per l'ultima volta il via il 18 febbraio 2005 a Oberjoch in slalom gigante, senza completare la prova. Si ritirò al termine di quella stessa stagione 2004-2005 e la sua ultima gara fu uno slalom gigante FIS disputato l'8 aprile a Davos, non completato da Käslin; in carriera non debuttò in Coppa del Mondo né prese parte a rassegne olimpiche o iridate.

## Palmarès

### Coppa Europa
- Miglior piazzamento in classifica generale: 108º nel 2004

#### Coppa Europa - gare a squadre
- 1 podio:
  - 1 vittoria